# På gensyn med Tafo
På gensyn med Tafo er en dokumentarfilm instrueret af Erik Knudsen efter eget manuskript.

## Handling
Instruktøren, der har en dansk far og en sort ghanesisk mor, fortæller om sit gensyn med Ghana, hvor han ikke har været siden sin tidlige barndom. Nyoplevede dokumentariske indtryk veksler med erindringsbilleder fra Tafo, hvor faren var læge, og familien levede et overklasseliv. Den voksne, sorte mands tanker om at have rod i to meget forskellige kulturer er filmens hovedtema. Filmen indeholder optagelser, som faren (nu død) har foretaget i Ghana – og interviews af i dag med moren.